# Брашина
42°37′ пн. ш. 18°11′ сх. д. / 42.62° пн. ш. 18.19° сх. д.
Брашина (хорв. Brašina) — населений пункт у Хорватії, у Дубровницько-Неретванській жупанії у складі громади Жупа Дубровацька.

## Населення
Населення за даними перепису 2011 року становило 747 осіб.
Динаміка чисельності населення поселення: